# Toyota GR86
La Toyota GR86 (in origine GT 86) e la Subaru BRZ II (sigla progetto rispettivamente ZN8 e ZC8) sono due versioni dell'autovettura sportiva sviluppata congiuntamente dalle case automobilistiche giapponesi Toyota e Subaru, prodotta nello stabilimento Subaru di Ōta in Giappone a partire dal 2021.

## Storia

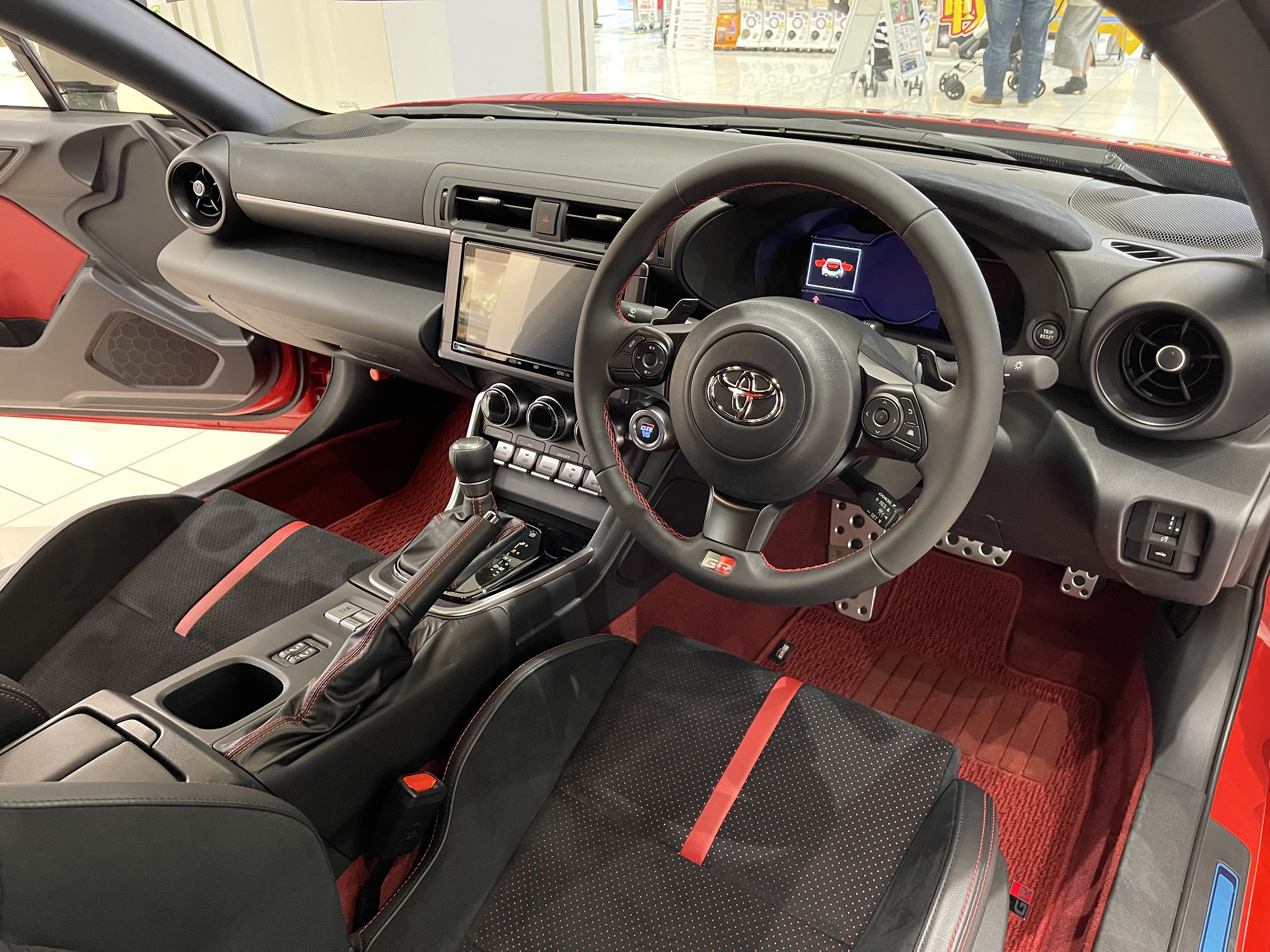
Posto guida

Nel 2019 la Subaru e la Toyota hanno rinnovato l'accordo di collaborazione che aveva portato alla creazione della BRZ/GT86, dichiarando che ne sarebbe stata progettata e sviluppata un'erede.
La Subaru BRZ di seconda generazione ha debuttato il 18 novembre 2020 negli Stati Uniti, a cui ha fatto seguito sei mesi dopo l'altra versione chiamata Toyota GR 86, che è stata presentata in evento on line svoltosi a Toyota City il 5 aprile 2021 a causa delle restrizioni per il COVID-19. La vettura ha poi ufficialmente fatto il suo debutto al pubblico in anteprima al Goodwood Festival of Speed il 9 luglio 2021.
Poco dopo il debutto nel novembre 2021, la Toyota ha modificato il nome da GR 86 a GR86 togliendo lo spazio tra le lettere e i numeri, per facilitare la ricerca dell'auto su internet e sui motori di ricerca.
Toyota ha interrotto le vendite della vettura in Europa già da inizio 2024 a causa del mancato rispetto delle nuove direttive dell'Unione europea General Safety Regulation 2.

## Descrizione
Rispetto alla GT86, la GR 86 (dove GR sta per Gazoo Racing) viene costruita su una piattaforma appositamente sviluppata per questo modello, con un incremento della rigidità torsionale del circa 50%, grazie all'utilizzo di alcune componenti della scocca in alluminio, stesso materiale con cui vengono realizzati anche il tetto, il cofano e i parafanghi anteriori; ciò ha permesso di abbassare il baricentro del veicolo e ridurre leggermente il peso, a fronte di un motore più grande e pesante e l'aggiunta di ulteriori dispositivi di sicurezza assenti sulla GT86 e resasi obbligatori dalle normative di omologazione.

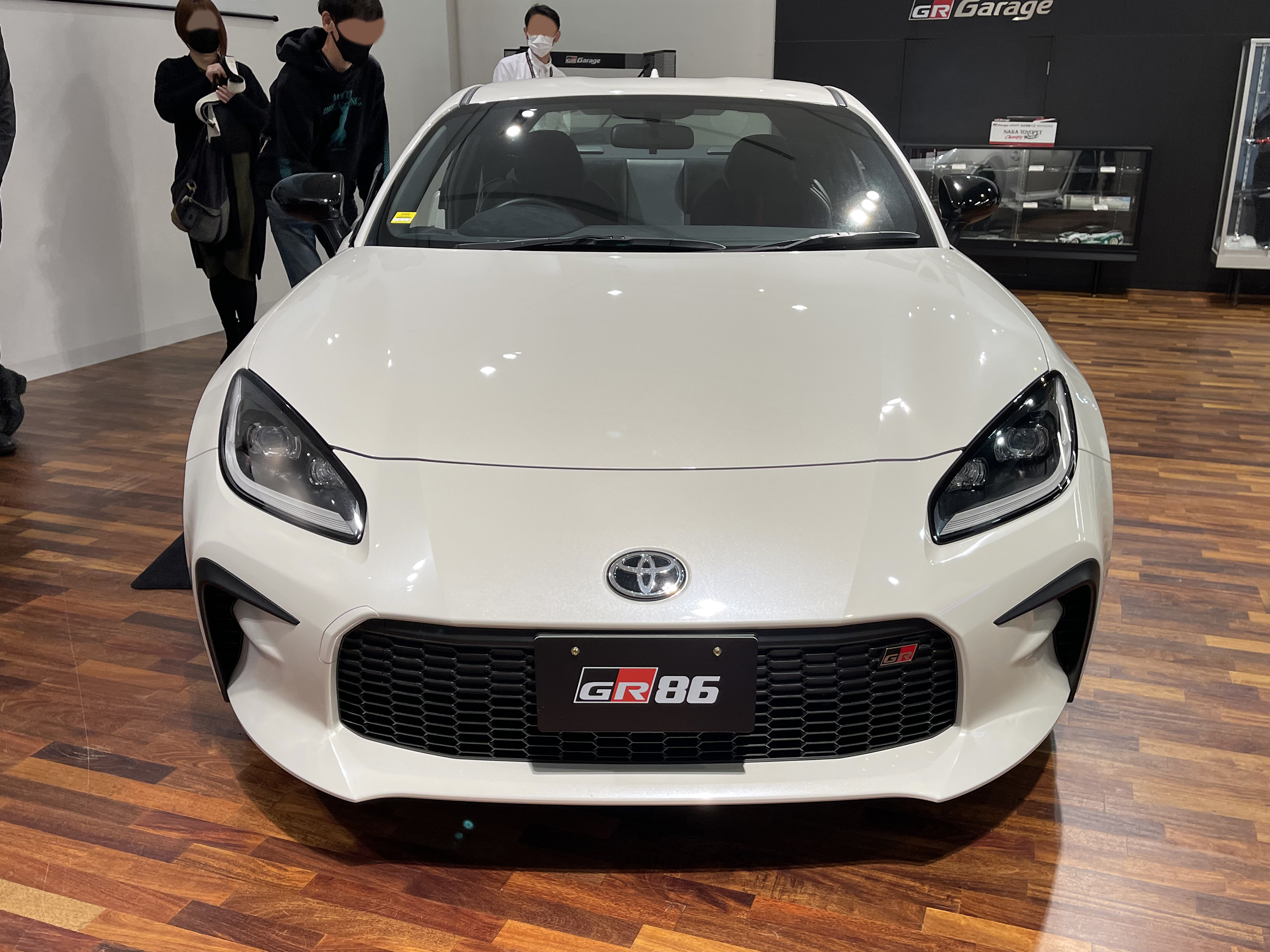
Dettaglio del frontale

Il motore invece rimane il classico 4 cilindri boxer ad aspirazione naturale, ma quest'ultimo viene ripreso dalla produzione Subaru e derivato dal propulsore da 2,4 litri turbo montato sulle contemporanee Subaru Ascent e Legacy. Siglato FA24, ha una cilindrata di 2387 cm³, alesaggio per corsa di 94 mm × 86 mm, con una potenza di 231-235 CV (170-173 kW) erogata a 7000 giri/min e una coppia di 250 Nm sviluppata a 3700 giri/min. Secondo quanto dichiarato dalla Toyota, rispetto al motore FA20D utilizzato nella GT86, l'alesaggio è stato incrementato per aumentare cilindrata e la coppia erogata, con quest'ultima che viene sviluppata a un regime di rotazione del motore inferiore. Di serie c'è un cambio manuale a 6 marce abbinato alla trazione posteriore e ad un differenziale autobloccante. Lo 0 a 100 km/h viene coperto in 6,3 secondi, 1,1 in meno dei 7,4 secondi della GT86.
Le sospensioni ricalcano lo schema già visto sulla GT86, con l'avantreno del tipo MacPherson e retrotreno con schema a quadrilatero basso con doppio braccio oscillante. Di pari passo all'incremento della potenza, rispetto alla GT86 ci sono degli pneumatici più grandi da 215/40 R18 sulla versione Premium Sport. Rimangono da 17" nell'allestimento Sport.
Le versioni dotate di cambio automatico hanno di serie anche il sistema di assistenza alla guida di livello 2 di derivazione Subaru che utilizza telecamere stereoscopiche chiamate EyeSight; tuttavia, rispetto alle implementazioni del EyeSight su altri veicoli, la BRZ/GR 86 non ha la funzione di sterzata assistita, per risparmiare peso e non interferire nella guida sportiva.

## Scheda tecnica
| Caratteristiche tecniche - Toyota GR 86                           | Caratteristiche tecniche - Toyota GR 86                           | Caratteristiche tecniche - Toyota GR 86                           | Caratteristiche tecniche - Toyota GR 86                                                                              | Caratteristiche tecniche - Toyota GR 86                                                                              | Caratteristiche tecniche - Toyota GR 86                                                                              |
| ----------------------------------------------------------------- | ----------------------------------------------------------------- | ----------------------------------------------------------------- | --- | --- | --- |
|                                                                   |                                                                   |                                                                   | | | |
| Configurazione                                                    |                                                                   |                                                                   | | | |
| Carrozzeria: coupé                                                | Carrozzeria: coupé                                                | Posizione motore: anteriore longitudinale                         | Posizione motore: anteriore longitudinale                                                                            | Trazione: posteriore                                                                                                 | Trazione: posteriore                                                                                                 |
| Dimensioni e pesi                                                 |                                                                   |                                                                   | | | |
| Ingombri (lungh.×largh.×alt. in mm): 4265 × 1775 × 1310           | Ingombri (lungh.×largh.×alt. in mm): 4265 × 1775 × 1310           | Ingombri (lungh.×largh.×alt. in mm): 4265 × 1775 × 1310           | Ingombri (lungh.×largh.×alt. in mm): 4265 × 1775 × 1310                                                              | Diametro minimo sterzata:                                                                                            | Diametro minimo sterzata:                                                                                            |
| Interasse: 2575 mm                                                | Interasse: 2575 mm                                                | Carreggiate: anteriore 1520 - posteriore 1550 mm                  | Carreggiate: anteriore 1520 - posteriore 1550 mm                                                                     | Altezza minima da terra: 130 mm                                                                                      | Altezza minima da terra: 130 mm                                                                                      |
| Posti totali: 2+2                                                 | Posti totali: 2+2                                                 | Bagagliaio:                                                       | Bagagliaio: | Serbatoio: 50 | Serbatoio: 50 |
| Masse                                                             | / in ordine di marcia: 1270 kg                                    | / in ordine di marcia: 1270 kg                                    | / in ordine di marcia: 1270 kg                                                                                       | / in ordine di marcia: 1270 kg                                                                                       | / in ordine di marcia: 1270 kg                                                                                       |
| Meccanica                                                         |                                                                   |                                                                   | | | |
| Tipo motore: benzina a ciclo Otto a quattro cilindri contrapposti | Tipo motore: benzina a ciclo Otto a quattro cilindri contrapposti | Tipo motore: benzina a ciclo Otto a quattro cilindri contrapposti | Cilindrata: 2387 cm³                                                                                                 | Cilindrata: 2387 cm³                                                                                                 | Cilindrata: 2387 cm³                                                                                                 |
| Distribuzione: bialbero 4 valvole per cilindro                    | Distribuzione: bialbero 4 valvole per cilindro                    | Distribuzione: bialbero 4 valvole per cilindro                    | Alimentazione: Iniezione diretta del carburante e sistema di iniezione indiretta TOYOTA D-4S ad aspirazione naturale | Alimentazione: Iniezione diretta del carburante e sistema di iniezione indiretta TOYOTA D-4S ad aspirazione naturale | Alimentazione: Iniezione diretta del carburante e sistema di iniezione indiretta TOYOTA D-4S ad aspirazione naturale |
| Prestazioni motore                                                | Potenza: 235 CV a 7000 giri/min / Coppia: 250 Nm a 3700 giri/min  | Potenza: 235 CV a 7000 giri/min / Coppia: 250 Nm a 3700 giri/min  | Potenza: 235 CV a 7000 giri/min / Coppia: 250 Nm a 3700 giri/min                                                     | Potenza: 235 CV a 7000 giri/min / Coppia: 250 Nm a 3700 giri/min                                                     | Potenza: 235 CV a 7000 giri/min / Coppia: 250 Nm a 3700 giri/min                                                     |
| Accensione: elettronica                                           | Accensione: elettronica                                           | Accensione: elettronica                                           | Impianto elettrico:                                                                                                  | Impianto elettrico:                                                                                                  | Impianto elettrico:                                                                                                  |
| Frizione: monodisco                                               | Frizione: monodisco                                               | Frizione: monodisco                                               | Cambio: manuale o automatico a 6 marce                                                                               | Cambio: manuale o automatico a 6 marce                                                                               | Cambio: manuale o automatico a 6 marce                                                                               |
| Telaio                                                            |                                                                   |                                                                   | | | |
| Corpo vettura                                                     | monoscocca in acciaio                                             | monoscocca in acciaio                                             | monoscocca in acciaio                                                                                                | monoscocca in acciaio                                                                                                | monoscocca in acciaio                                                                                                |
| Sterzo                                                            | servoassistito a cremagliera                                      | servoassistito a cremagliera                                      | servoassistito a cremagliera                                                                                         | servoassistito a cremagliera                                                                                         | servoassistito a cremagliera                                                                                         |
| Sospensioni                                                       | anteriori: McPherson / posteriori: Doppio braccio oscillante      | anteriori: McPherson / posteriori: Doppio braccio oscillante      | anteriori: McPherson / posteriori: Doppio braccio oscillante                                                         | anteriori: McPherson / posteriori: Doppio braccio oscillante                                                         | anteriori: McPherson / posteriori: Doppio braccio oscillante                                                         |
| Freni                                                             | anteriori: disco ventilato / posteriori: disco ventilato          | anteriori: disco ventilato / posteriori: disco ventilato          | anteriori: disco ventilato / posteriori: disco ventilato                                                             | anteriori: disco ventilato / posteriori: disco ventilato                                                             | anteriori: disco ventilato / posteriori: disco ventilato                                                             |
| Pneumatici                                                        | 215/40 R18 / Cerchi: 18 pollici                                   | 215/40 R18 / Cerchi: 18 pollici                                   | 215/40 R18 / Cerchi: 18 pollici                                                                                      | 215/40 R18 / Cerchi: 18 pollici                                                                                      | 215/40 R18 / Cerchi: 18 pollici                                                                                      |
| Prestazioni dichiarate                                            |                                                                   |                                                                   | | | |
| Velocità: km/h                                                    | Velocità: km/h                                                    | Velocità: km/h                                                    | Accelerazione: 0-100 in 6,3 secondi                                                                                  | Accelerazione: 0-100 in 6,3 secondi                                                                                  | Accelerazione: 0-100 in 6,3 secondi                                                                                  |
| Altro                                                             |                                                                   |                                                                   | | | |
| Alesaggio x Corsa                                                 | 94,0 x 86,0                                                       | 94,0 x 86,0                                                       | 94,0 x 86,0 | 94,0 x 86,0 | 94,0 x 86,0 |